# Prisches
Prisches é uma comuna francesa na região administrativa de Altos da França, no departamento do Norte. Estende-se por uma área de 23.11 km². Em 2010 a comuna tinha 1 079 habitantes (densidade: 46,7 hab./km²).